# Friedrichshafen Hafen (stacja kolejowa)
Friedrichshafen Hafen (Hafenbahnhof Friedrichshafen) – osobowa stacja kolejowa w Friedrichshafen, w kraju związkowym Badenia-Wirtembergia, w Niemczech, stacja końcowa Südbahn. Znajdują się tu 2 perony.

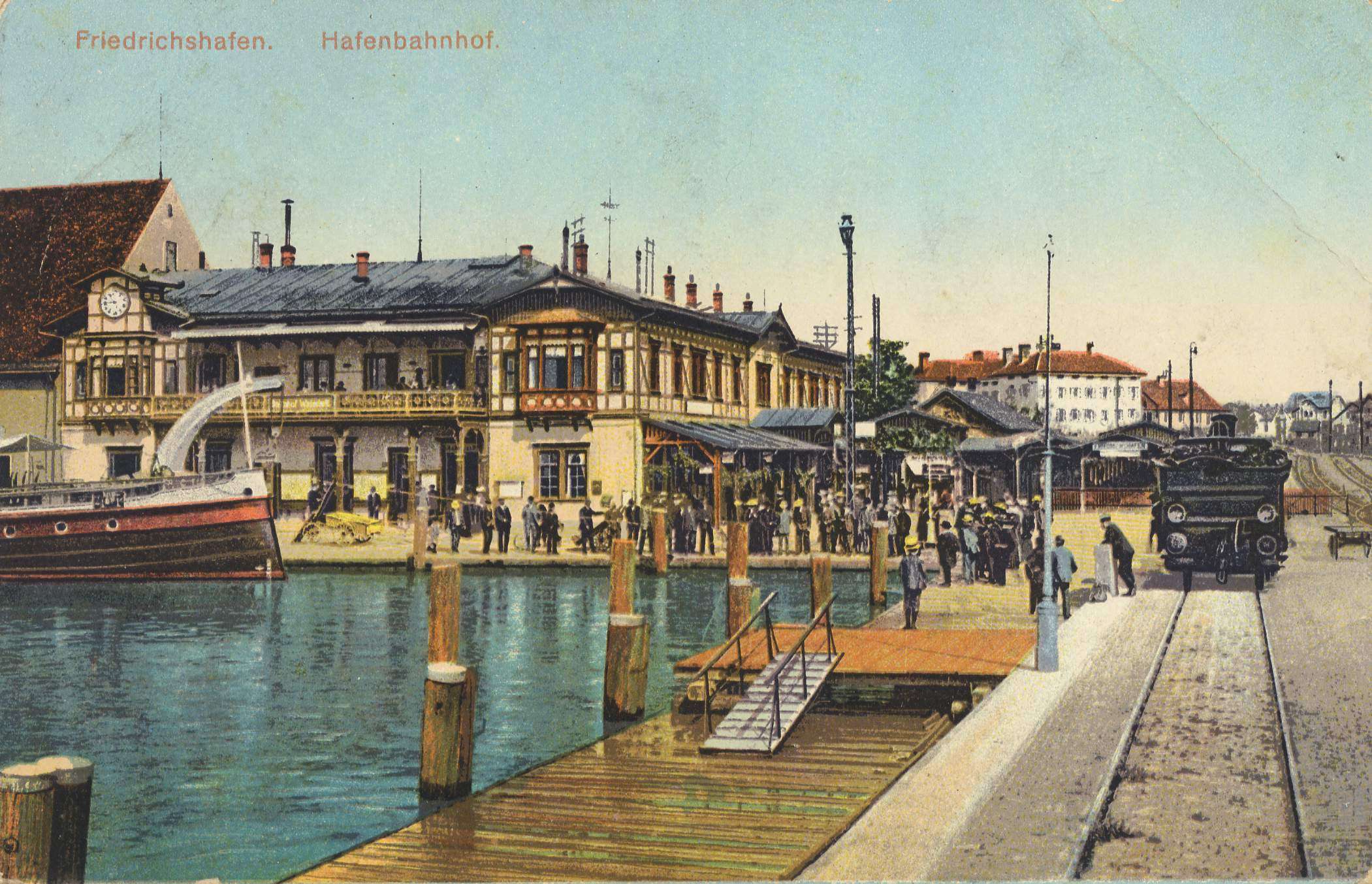
Stacja w 1900

Obecnie jest to stacja czołowa. Do 1976 istniało połączenie promem kolejowym do szwajcarskiego Romanshorn.
Stacja położona jest w centrum miasta, w pobliżu portu na Jeziorze Bodeńskim i Zeppelin Museum.
| Friedrichshafen Hafen                  |
| Linia Ulm – Friedrichshafen            |
| Friedrichshafen Stadtodległość: 0,9 km |